# Кантон (Південна Дакота)
Кантон (англ. Canton) — місто (англ. city) в США, в окрузі Лінкольн штату Південна Дакота. Населення — 3066 осіб (2020).

## Географія
Кантон розташований за координатами 43°18′12″ пн. ш. 96°35′3″ зх. д. / 43.30333° пн. ш. 96.58417° зх. д. (43.303365, -96.584165).  За даними Бюро перепису населення США в 2010 році місто мало площу 8,34 км², з яких 8,27 км² — суходіл та 0,07 км² — водойми.

### Клімат
| Клімат : Кантон                                                     | Клімат : Кантон | Клімат : Кантон | Клімат : Кантон | Клімат : Кантон | Клімат : Кантон | Клімат : Кантон | Клімат : Кантон | Клімат : Кантон | Клімат : Кантон | Клімат : Кантон | Клімат : Кантон | Клімат : Кантон | Клімат : Кантон |
| Показник                                                            | Січ.            | Лют.            | Бер.            | Квіт.           | Трав.           | Черв.           | Лип.            | Серп.           | Вер.            | Жовт.           | Лист.           | Груд.           | Рік             |
| Абсолютний максимум, °C                                             | 18,9            | 21,1            | 31,1            | 36,7            | 40,0            | 43,3            | 43,3            | 42,8            | 40,0            | 34,4            | 27,2            | 17,2            | 43,3            |
| Середній максимум, °C                                               | −3,1            | −0,4            | 6,2             | 14,7            | 21,0            | 26,2            | 28,9            | 27,6            | 22,9            | 15,3            | 5,8             | −1,9            | 13,7            |
| Середній мінімум, °C                                                | −13,9           | −11,3           | −5,2            | 1,3             | 7,9             | 13,6            | 16,6            | 15,3            | 9,6             | 2,3             | −5,2            | −12,3           | 1,6             |
| Абсолютний мінімум, °C                                              | −38,9           | −41,1           | −30,6           | −15,6           | −8,3            | 0,0             | 1,1             | 1,1             | −10,6           | −20,6           | −27,2           | −35             | −41,1           |
| Норма опадів, мм                                                    | 14              | 15              | 44              | 76              | 86              | 100             | 78              | 77              | 70              | 55              | 35              | 18              | 669             |
| Днів з опадами                                                      | 6,6             | 6,6             | 8,7             | 10,5            | 11,8            | 11,5            | 9,8             | 9,1             | 8,7             | 7,9             | 7,2             | 6,9             | 105,2           |
| Днів зі снігом                                                      | 7,2             | 6,2             | 5,3             | 2,4             | 0               | 0               | 0               | 0               | 0               | 0,8             | 4,1             | 7,0             | 32,9            |
| ------------------------------------------------------------------- | --------------- | --------------- | --------------- | --------------- | --------------- | --------------- | --------------- | --------------- | --------------- | --------------- | --------------- | --------------- | --------------- |
| Джерело: NOAA (extremes 1893−present), Weather.com (extremes) , HKO |                 |                 |                 |                 |                 |                 |                 |                 |                 |                 |                 |                 |                 |

## Демографія
Згідно з переписом 2010 року, у місті мешкало 3057 осіб у 1248 домогосподарствах у складі 789 родин. Густота населення становила 366 осіб/км².  Було 1351 помешкання (162/км²).
Расовий склад населення:
| - 95,8 % — білих - 1,3 % — корінних американців - 0,8 % — азіатів - 0,3 % — чорних або афроамериканців |

До двох чи більше рас належало 1,6 %. Частка іспаномовних становила 1,7 % від усіх жителів.
За віковим діапазоном населення розподілялося таким чином: 26,2 % — особи молодші 18 років, 57,0 % — особи у віці 18—64 років, 16,8 % — особи у віці 65 років та старші. Медіана віку мешканця становила 38,6 року. На 100 осіб жіночої статі у місті припадало 94,2 чоловіків;  на 100 жінок у віці від 18 років та старших — 88,9 чоловіків також старших 18 років.
Середній дохід на одне домашнє господарство  становив 65 041 долар США (медіана — 46 368), а середній дохід на одну сім'ю — 80 707 доларів (медіана — 66 293). Медіана доходів становила 38 202 долари для чоловіків та 27 880 доларів для жінок. За межею бідності перебувало 7,8 % осіб, у тому числі 10,1 % дітей у віці до 18 років та 0,0 % осіб у віці 65 років та старших.
Цивільне працевлаштоване населення становило 1812 осіб. Основні галузі зайнятості: освіта, охорона здоров'я та соціальна допомога — 28,5 %, виробництво — 23,5 %, роздрібна торгівля — 8,9 %, науковці, спеціалісти, менеджери — 5,4 %.